# Manojlovce
Ne doit pas être confondu avec Manojlović ou Manojlovci.
Manojlovce (en serbe cyrillique : Манојловце) est un village de Serbie situé sur le territoire de la Ville de Leskovac, district de Jablanica. Au recensement de 2011, il comptait 766 habitants.

## Démographie
| 1948 | 1953 | 1961 | 1971 | 1981 | 1991 | 2002 | 2011 |
| ---- | ---- | ---- | ---- | ---- | ---- | ---- | ---- |
| 692  | 744  | 767  | 792  | 866  | 865  | 778  | 766  |

|  |